# Андрокл и лев (фильм)
«Андрокл и лев» (англ. Androcles and the Lion) — американо-британский фильм в жанре пеплум Габриэля Паскаля, снятый в 1952 году. Экранизация одноимённого произведения Бернарда Шоу.

## Сюжет
События разворачиваются в Риме в 161 году нашей эры, в годы правления императора Антонина Пия. Действие фильма начинается с того, что Андрокл (Алан Янг), миловидный христианин, со своей сварливой женой Мегерой (Эльза Ланчестер) в лесу встречают льва, в лапу которого вонзился большой шип. Андрокл, питавший большую любовь к животным, вылечивает дикого зверя и они становятся «друзьями».
В самой стране в это время начинаются гонения на христиан. Андрокла арестовывают и вместе с единоверцами отправляют на казнь в Римский Колизей. По пути в Рим, Андрокл знакомится с другими христианами: прекрасной Лавинией (Джин Симмонс), зычным Ферровием (Роберт Ньютон), неуверенным Спинто (Ноэль Уилман). Оказывается, они весьма озорные ребята, которые при случае едко подшучивают над своими пленителями: в одной из сцен Лентулий (Реджинальд Гардинер), любимчик кесаря, неудачно издевается над друзьями Андрокла.

— Если тебя поцелуют в одну щеку, ты подставляешь другую? — говорит Лентулий Лавинии.
— Что?
— Когда тебя поцелуют в одну щеку, ты подставляешь другую, прелестная христианка? — повторил вопрос Лентулий.
— Не будьте дураком. Пожалуйста, не позволяйте своему другу вести себя по-хамски на глазах у солдат. Как они могут уважать патрициев и подчиняться им, если те ведут себя, как уличные мальчишки? — резко отвечает Лавиния
В группе христиан, приговорённых к смерти, находятся те, кто готов сдаться. Например, Спинто говорит, что ещё молод, и потому пока отречётся, а потом, когда окрепнет, вновь присоединится к христианам. Убегая, Спинто попадает в клетку со львами и оказывается ими съеден. Параллельно между римским капитаном (Виктор Мэтьюр), следящим за порядком, и прекрасной христианкой Лавинией возникает роман. Капитан умоляет Лавинию отречься и принести жертву языческим богам, иначе она обречена на смерть, но Лавиния отвечает:
Красавчик капитан, а вы бы взяли меня в жены, если бы я подняла белый флаг в день битвы и воскурила фимиам? Говорят, сыновья похожи на матерей. Вы бы хотели, чтобы ваш сын был трусом?
Тем временем, Ферровий побеждает лучших бойцов императора, и тот, впечатлённый увиденным боем, отпускает пленников-христиан, кроме Андрокла, так как его римляне считают колдуном. Его выводят на арену Колизея и выпускают льва, чтобы тот растерзал Андрокла. Однако это оказывается тот самый лев, которого Андрокл вылечил в начале фильма.

## В ролях
| Актёр               | Роль                        |
| ------------------- | --------------------------- |
| Алан Янг            | Андрокл                     |
| Джин Симмонс        | Лавиния                     |
| Виктор Мэтьюр       | Капитан                     |
| Роберт Ньютон       | Ферровий                    |
| Морис Эванс         | Император                   |
| Эльза Ланчестер     | Мегера                      |
| Реджинальд Гардинер | Лентулий                    |
| Ноэль Уилман        | Спинто                      |
| Джим Бакус          | Центурион                   |
| Джон Хойт           |                             |
| Гарри Кординг       | солдат (в титрах не указан) |